# 買一送一
買一送一（英語：Buy one, get one free）是商業上常見的一種促銷活動形式，在市场营销中以首字母縮略詞BOGOF而眾所周知，但此類的促銷也可能會因為商品有效日期較短而被受批評。

## 大量出现的其他促销方式
- 第二份半价
- 第三份半价
- 用一定的价格买三件东西
- 新产品免费试用
- 反季特卖